# Otto Bayer
Otto Bayer (4 de novembre de 1902, Frankfurt am Main - 1 d'agost de 1982, Burscheid) fou un químic alemany que destacà en el camp de la síntesi de polímers.

## Biografia
Bayer estudià química a la Universitat de Frankfurt, i hi aconseguí el doctorat amb una tesi dirigida per Julius von Braun. Des del 1933 ocupà diversos càrrecs directius a l'empresa Bayer, de Leverkusen, si bé no era parent del fundador de la Bayer, Friedrich Bayer, tot i tenir el mateix cognom.

## Obra
El 1937 descobrí la sístesi de poliadició del poliuretà i després un camí per a la síntesi directa d'acrilonitril per produir poliacrilonitril.
En el seu testament proporcionà recursos per a la creació de la Fundació Otto Bayer, que concedeix des de 1984 el Premi Otto Bayer.